# حصان بربري
الحصان البربري، (بالأمازيغية: ⴰⴳⵎⴰⵔ ⴰⵎⴰⵣⵉⵖ: أغمار أمازيɣ. بالفرنسية: Le Barbe) هي أحد سلالات الأحصنة القديمة، نشأت في شمال أفريقيا التي تمتد من (ليبيا، تونس، الجزائر، المغرب، موريتانيا) والتي ترتبط قبائليا باسم شعوب الأمازيغ.

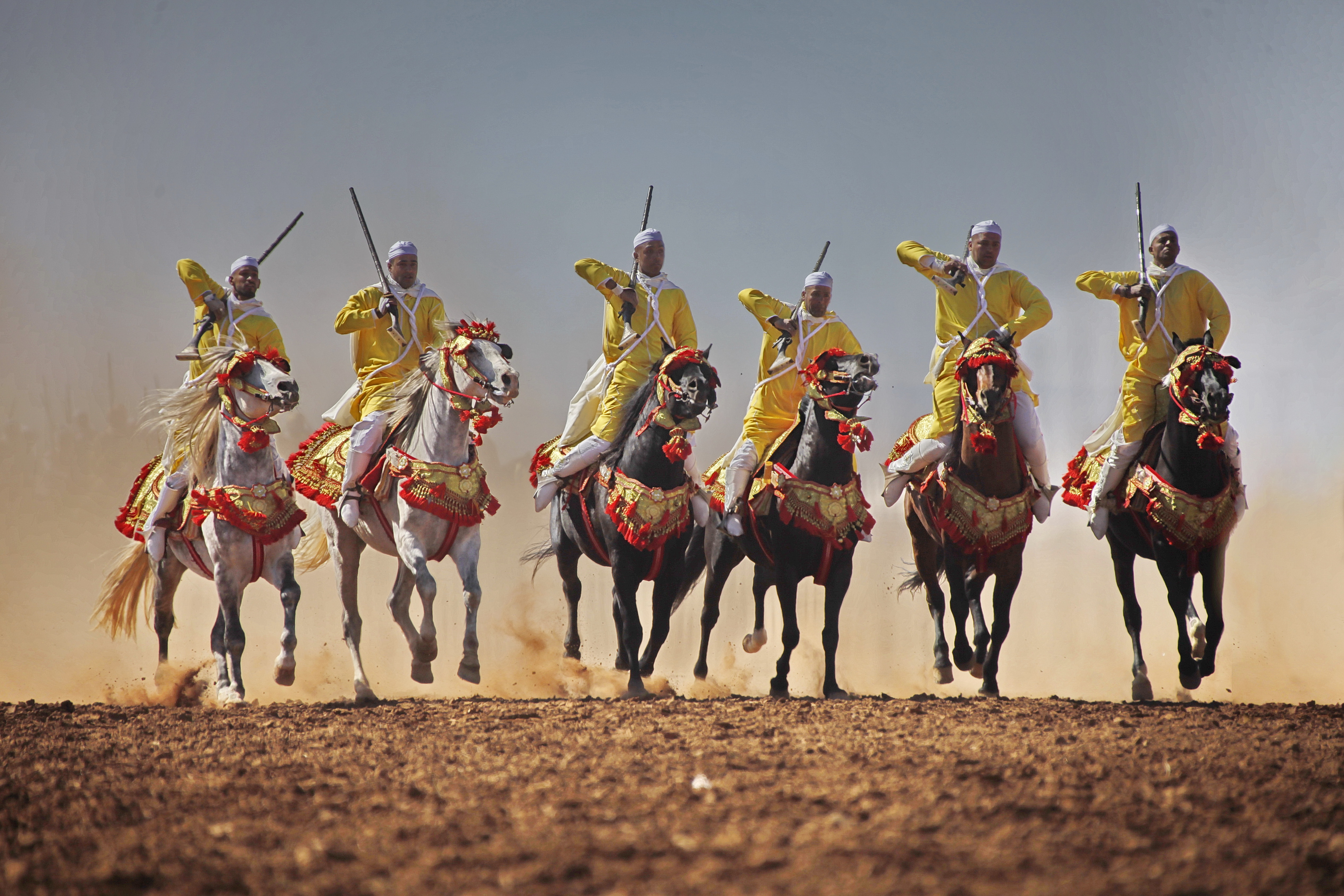
الدراجين خلال تبوريدا في المغرب.

وغالبًا ما يُخلط بين هويتها وهوية حصان شمال إفريقيا. في ظل الإمبراطورية الرومانية سُميت الخيول القادمة من شمال أفريقيا دون تمييز دقيق للسلالة تحت اسم إيكوس نوميديكوس، والذي سمي على اسم مملكة نوميديا في شمال أفريقيا. وسيشار إليهم فيما بعد باسم البرقي والمغربي (المغاربي) من قبل العرب. استُخدم الحصان البربري بعد ذلك كدابة للإغارة والصيد ووصلت بانتظام إلى أوروبا، في البداية مع الفتوحات الإسلامية في القرنين الثامن والتاسع، ثم كدابة ترويض كلاسيكي مشهور في العديد من البلاطات الملكية منذ القرن الرابع عشر. لقد سقطت الأحصنة في غياهب النسيان في القرن العشرين مع تجهيز الجيوش بمحركات. وقد عادت إلى الموضة منذ نهاية الثمانينات ولا سيما بعد المؤتمر العالمي الأول الذي عقد في الجزائر العاصمة في عام 1987 مع إنشاء المنظمة العالمية للخيول البربرية (OMCB). خلال العقد الأول من القرن الحادي والعشرين اتخذ المغرب تدابير لتشجيع تكاثره والتقاليد المرتبطة به، ليصبح الدولة الرائدة في العالم في تربية البربري.
يتميز الحصان البربري هذا الشكل المربع برأس محدب في كثير من الأحيان وردف متدلي وذيل منخفض جدًا. وهو يتمتع بمقاومة كبيرة وثبات وشخصية تعاونية بشكل عام. ويرتبط هذا الحصان في المخيلة الجماعية بتهم الفنتازيا (أو التبوريدة)، على الرغم من أن غالبية خيول الفنتازيا الحديثة ليست من سلالات البربس الأصيلة. تاريخيًا كان دابة صيد وحصانًا عسكريًا، ولا يزال يُستخدم في العمل في المنطقة المغاربية، خاصة في الجر الذي تجره الخيول في المناطق الريفية. لقد أصبح مؤخرًا حصانًا ترفيهيًا متعدد الاستخدامات، ومناسب بشكل خاص للمشي لمسافات طويلة والقدرة على التحمل.
انتشر الحصان البربري على نطاق واسع في أوروبا عبر شبه الجزيرة الأيبيرية إلى جنوب الصحراء الكبرى في غرب أفريقيا، وكذلك في الأمريكيتين. وقد أثر على عدد كبير من سلالات الخيول بما في ذلك الخيول الإسبانية الأصيلة، والكريولو الأمريكية والموستانج، وعلى الأرجح الخيول الإنجليزية الأصيلة. غالبًا ما جرى استخدامه كهدية دبلوماسية. يُقلل من قيمة البربري ثقافياً على الرغم من صفاته العديدة، حيث يبقى في ظل الحصان العربي.

## وصف الاسم
أشتق اسم البربر (barbe) للحصان البربري للإنجليزية من الكلمة المستوحاة من اللغة الأمازيغية التي تعني أصلي، أما اسمائها المحلية الآن فهي «الغازي» و«سيدي جابر» و«سفلة».

## أصوله
يسلط عالم الحفريات وأمين الأرشيف بلاندين هوسر الضوء على الميل نحو الحداثة بين المصادر المتعلقة بالبربري ولا سيما بسبب الجهود المبذولة لإعادة تأهيل السلالة في نهاية القرن العشرين. إن استخدام اسم "الحصان البربري" يحافظ على الوهم بوجود عرق فريد لم يكن ليتطور بين القرن السادس عشر والقرن العشرين. ومع ذلك وفقًا لهوسر فإن "هذا العمر الطويل الرائع، المرتبط بالخلط غير القابل للاختزال بين الحصان البربري وحصان شمال إفريقيا، قاد غالبية الأعمال المنشورة إلى خلق نسب مصطنع وحصري تقريبًا بين الخيول الموجودة في المغرب العربي لعدة آلاف السنين والخيول الحالية"؛ وفي هذه الحالة تصف ميزة القدرة على استشارة المصادر المتعلقة بمجموعات الخيول المحددة جغرافيًا بسهولة، ولكنها تصف أيضًا العيب المذكور أعلاه.
نُشر أحد أهم المصادر الاستعمارية عن البربري في "خيول الصحراء Les Chevaux du Sahara"، وهو عمل كتبه الجنرال الفرنسي يوجين دوماس على أساس مراسلاته التي تمت خلال خمسينيات القرن التاسع عشر مع الأمير الجزائري عبد القادر بن محيي الدين؛ فهو المصدر الاستعماري الوحيد الذي يحترم منهجه الأنثروبولوجي "علم الإنسان" للجزائريين.
وبالنسبة للمؤرخ المغربي عبد الله العروي (الذي تحدث عام 1987) فإن دراسات المؤرخين حول الحصان البربري ضعيفة نسبيا، وكذلك الأمر بالنسبة لأستاذ التاريخ الفرنسي بول فينيرون (صاحب أطروحة الحصان في العصر اليوناني الروماني المنشورة في عام 1968). وفي عام 1923نشر الملازم في سلاح الفرسان جان ليكارت كتاب «الحصان البربري وتقويمه»، وهو عمل اتسم بـ«ازدرائه للسكان الأصليين»، وحتى بـ«رهاب العرب» الذي دافع عنه. كما نشر الناشر الفرنسي جان لويس غورو والقائد السابق للسباهيين دينيس بوغروس عملاً موجزًا مخصصًا للبربري خلال الثمانينيات. في عام 2020 نشر الدكتور في الطب البيطري ياسين جمالي المقيم في المغرب دراسة "الحصان البربري Le Cheval barbe"، المخصصة بشكل رئيسي للحصان البربري، والتي نشرتها Actes Sud ضمن المجموعة التي أخرجها جان لويس غورو. حيث لا يوجد عمل منشور جدي عن بربري غرب أفريقيا باستثناء أصل الحيوانات الأليفة في أفريقيا بقلم إتش. إبستاين، في عام 1971.

## أصل الكلمة والتعريف

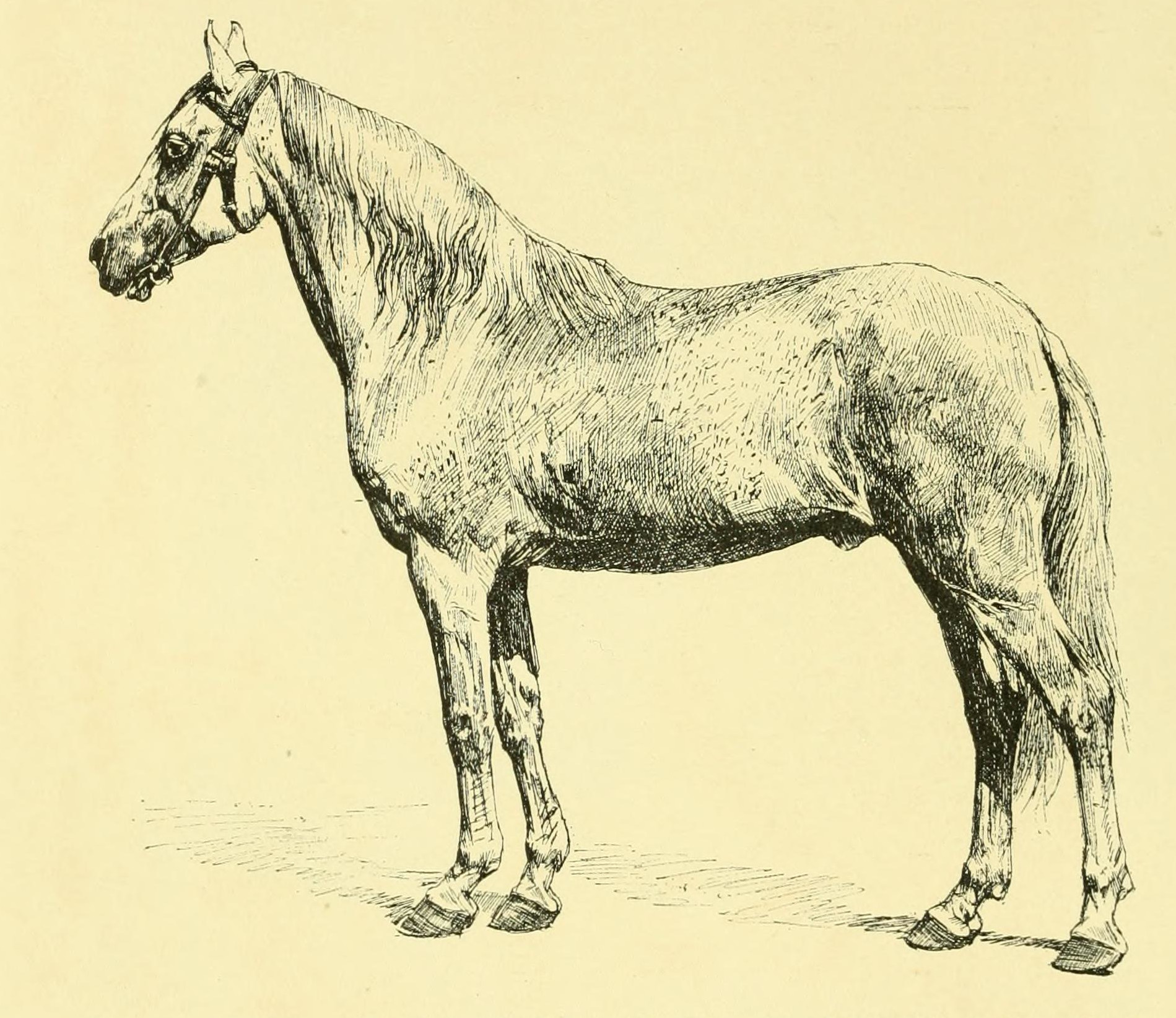
كيف كيف، فحل صحارى بربري - الجائزة الأولى في المعرض العالمي لعام 1878.

#### أصل اسم "بربري"
أول شهادة معروفة لاسم "اللبربري" تأتي من ترجمة كتاب "وصف أفريقيا" لحسن الوزان (ليون الأفريقي)، قبل استئناف هذا الاسم في جميع أنحاء أوروبا. تأخذ سلالة بربري اسمها من الدول البربرية وفقًا للمؤرخ الفرنسي جان ماري لاسير الذي شبهها بتقليد الأسماء الإقليمية؛ ويشبه غورو قبيلة بربري بالبربر (الاسم الأوروبي للأمازيغ)، معلنًا أن "تاريخهم ومصائرهم لا يمكن فصلها". ويطلق الأوروبيون على سلالة الخيول المحلية اسم "البربرية" أيضًا في إشارة إلى هذه المنطقة التي كانت تسمى "بربريا" أو "البربرية" في عهد الإمبراطورية الرومانية. يأتي اسم "البربر" من الكلمة اليونانية القديمة بارباروس، وهو مصطلح استخدمه الرومان للإشارة إلى غير الرومان وخاصة النوميديين. قبل هذا التمييز الاشتقاقي خُلط بين مفهوم "حصان البربر" ومفهوم حصان جينيت أو حصان زينيت الإسباني، للإشارة إلى الدواب التي رفعها المغاربة (الاسم الأوروبي لغزاة الأندلس) في شبه الجزيرة الأيبيرية.

#### تعريف اسم "الحصان البربري"
ويؤكد جمالي وهوسر ولاسير بدرجة أقل على الطبيعة العامة لاسم "بربري"، والذي ينسبه الأوروبيون إلى أي حصان ينحدر من شمال إفريقيا. بالنسبة لجمالي يشكل تفرد حصان البربري في جميع أنحاء المغرب العربي عقيدة وإرثًا استعماريًا، يخفي التنوع الحقيقي لهذه المجموعات من الخيول.
تاريخيًا يميز سكان شمال إفريقيا والأندلس بين خيولهم ليس من خلال "السلالة" ولكن من خلال الاستخدام: السرج أو التعبئة أو الحرث. وفقًا للمؤرخ روبن لو (2018) يتفق معظم المؤلفين على التمييز بين أربعة أنواع رئيسية من الخيول في أفريقيا: العربي (أو "الآرين") وبربر (أو "البربري") و"المهر" والدنقلا. ينتمي كل من البربري والدنقلا إلى نفس المجموعة، وهي مجموعة الخيول الأفريقية من النوع الغربي ذات المظهر الجانبي المحدب للرأس. ومع ذلك فإن فكرة الحصان البربري لا تزال غير واضحة خاصة في القرن التاسع عشر. الجنرال يوجين دوماس يرفض إنشاء "خط واضح للغاية لترسيم الحدود بين بربري والعرب"
«"الآن أطلق عليه اسم فارسي، نوميدي، باربري، عربي سوري، ندجي، أيًا كان كل هذه الأسماء هي مجرد أسماء أولى، إذا أمكننا التحدث بهذه الطريقة فإن اسم العائلة هو اسم واحد: الحصان الشرقي"
- يوجين دوماس، خيول الصحراء»
يحلل لاسير هذا المقطع كدليل على أن فكرة سباق البربري ليس لها المعنى المعروف اليوم. ويأتي هذا الالتباس في تعريف البربري خاصة من تطبيق المفهوم الغربي للجنس الحيواني على الممارسات المغاربية والتي تختلف في جوانب عديدة. في البداية كان يخضع للعديد من التعريفات، ثم أصبح يُوصف تدريجيًا على أنه معارض للسلالة العربية (حصان شرقي آخر). يستمر الاسم العام "البربري" حتى يومنا هذا، مع تفضيل الانحرافات التي تؤدي إلى خيول شمال إفريقيا الناتجة عن التهجين مع سلالات أخرى أكبر وأثقل توصف بهذه الطريقة.

## التاريخ

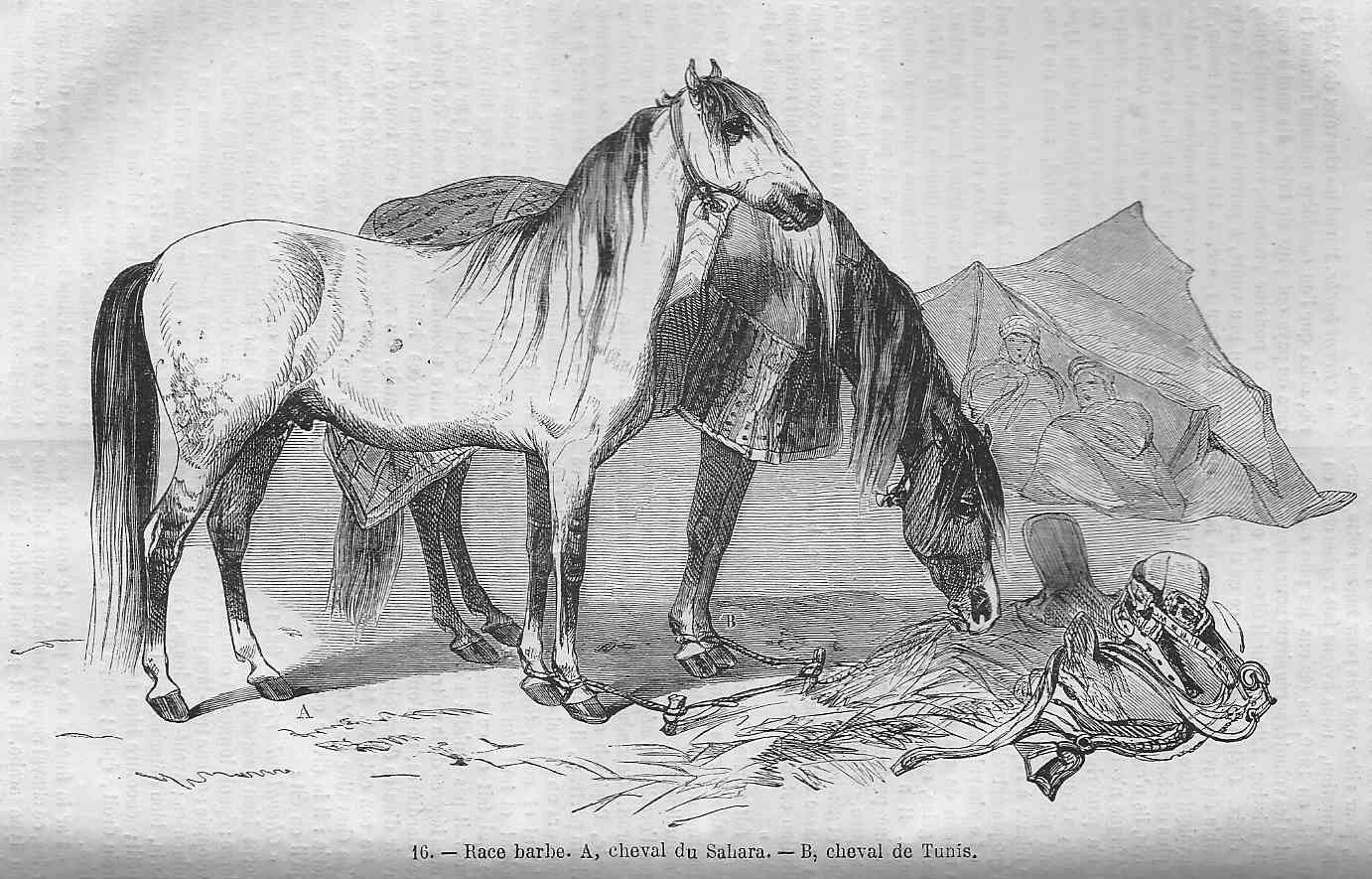
الحصان البربري 1877

هناك عدة نظريات عن منشأ الحصان البربري، فهناك من العلماء من قال أن الحصان ينحدر من مجموعة من الخيول البرية الناجية من العصور الجليدية، وهو ما أكده الخبراء في علم المتحجرات الحيوانية ما بين عام 1987 إلى 2002، فمن المرجح أن أمازيغ تلك الفترة القديمة استطاعوا ترويض الحصان البري والذي عاش لعشرات الآلاف من السنين، هذه التأكيدات جاءت من الدراسات على حفريات قديمة وتحليل الحمض النووي وعززته النقوش والآثار الموجودة على الصخور وأكبر مثال طاسيلي ناجر، هذه العلامات تبين أنه كان يوجد تدجين لهذه الخيول البرية لاستعمالها في الصيد والحروب والعروض الفروسية والتجارة.
وقد جرى استيراد الحصان البربري في أوروبا منذ القرن 7 م لاستعمالها في الحروب والسباقات، خصوصًا بريطانيا العظمى، ينتشر أيضًا في إسبانيا وجنوب فرنسا وأيضًا في المستعمرات الهسبانية سابقًا بالإضافة إلى موطنه الأصلي شمال إفريقيا.

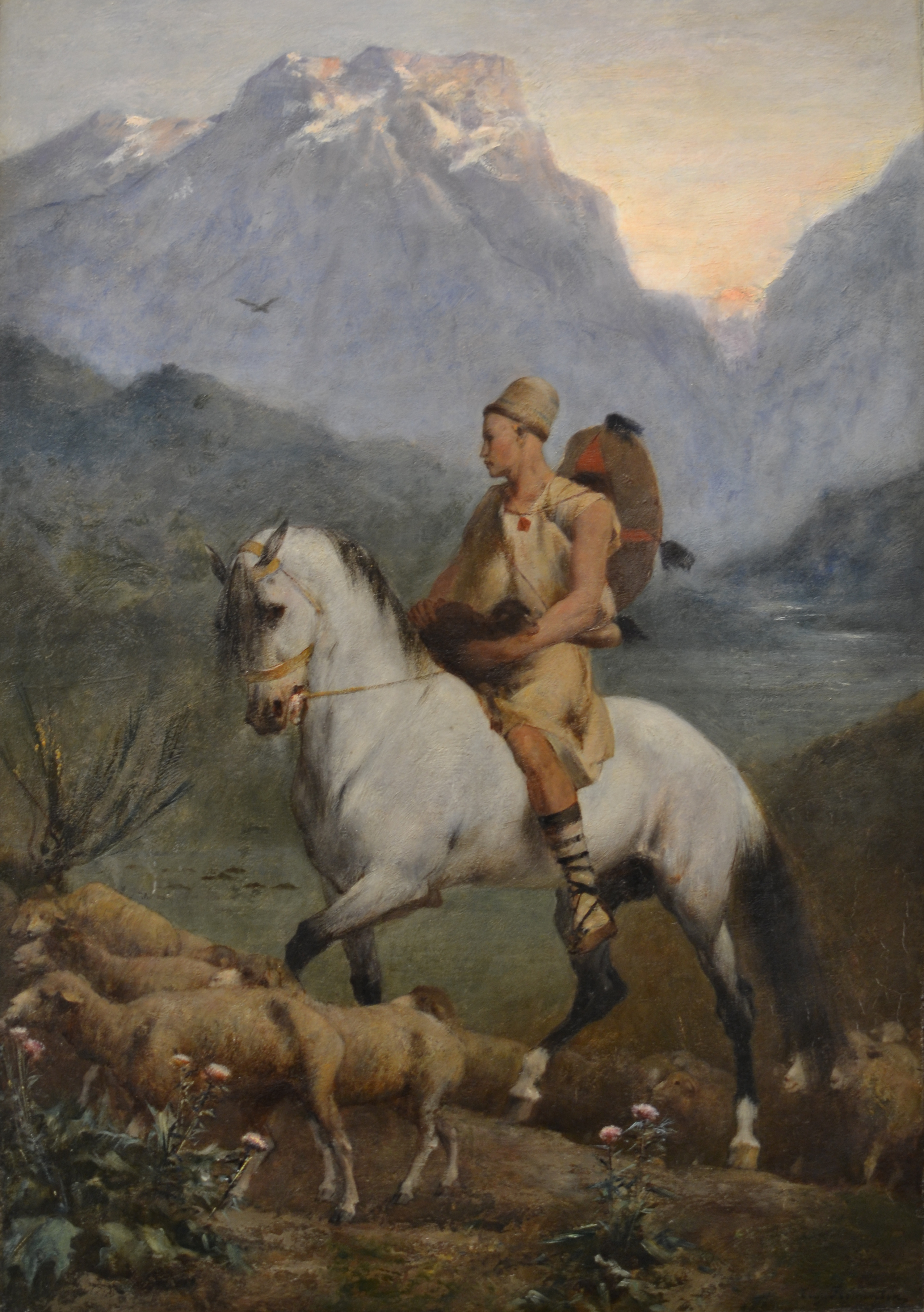
القبائل الراعي، لوحة أوجين فرومنتين - عرضت في عام 1861 في صالون الرسم والنحت.

### أصول السلالة
أصل حصان باربري الذي غالبًا ما يوصف بأنه أحد أقدم سلالات الخيول في العالم هو موضوع الكثير من الجدل. نظرًا للموقع الجغرافي لشمال إفريقيا فإن هجرة الخيول يمكن أن يكون لها مصدران فقط: من الشرق (مصر، السودان، إلخ)، أو من الشمال عبر مضيق جبل طارق. يؤكد هوسر على أن العصور القديمة المزعومة للحصان البربري تعتمد أساسًا على ثلاث ملاحظات: التشابه المورفولوجي في التمثيلات؛ ودور عسكري دائم منذ العصور القديمة وحتى الستينيات؛ والصفات السلوكية. لا يوجد إجماع على تاريخ ظهور سلالة "البربري" في شمال أفريقيا.

#### حصان ما قبل التاريخ؟
البروفيسور إبستاين (أصول الحيوانات الأليفة في أفريقيا 1971) وأحمد ريان (المربي الجزائري والحكم الدولي لخيول بربري) والصحفي النمساوي مارتن هالر وكذلك الدكتور جمالي، يدعمون أصل ما قبل التاريخ لخيول باربري لا سيما بسبب وجود البقايا الأثرية وأصالة أدوات شمال إفريقيا وتقنيات الفروسية.
كما تجادل بوني لو هندريكس - جامعة أوكلاهوما (1995 و2007) بأن حصان ما قبل التاريخ من جنوب أيبيريا عبر مضيق جبل طارق تاركًا شكل رأسه المحدب للبربري.

#### مزيج من عدة أجناس أخرى؟

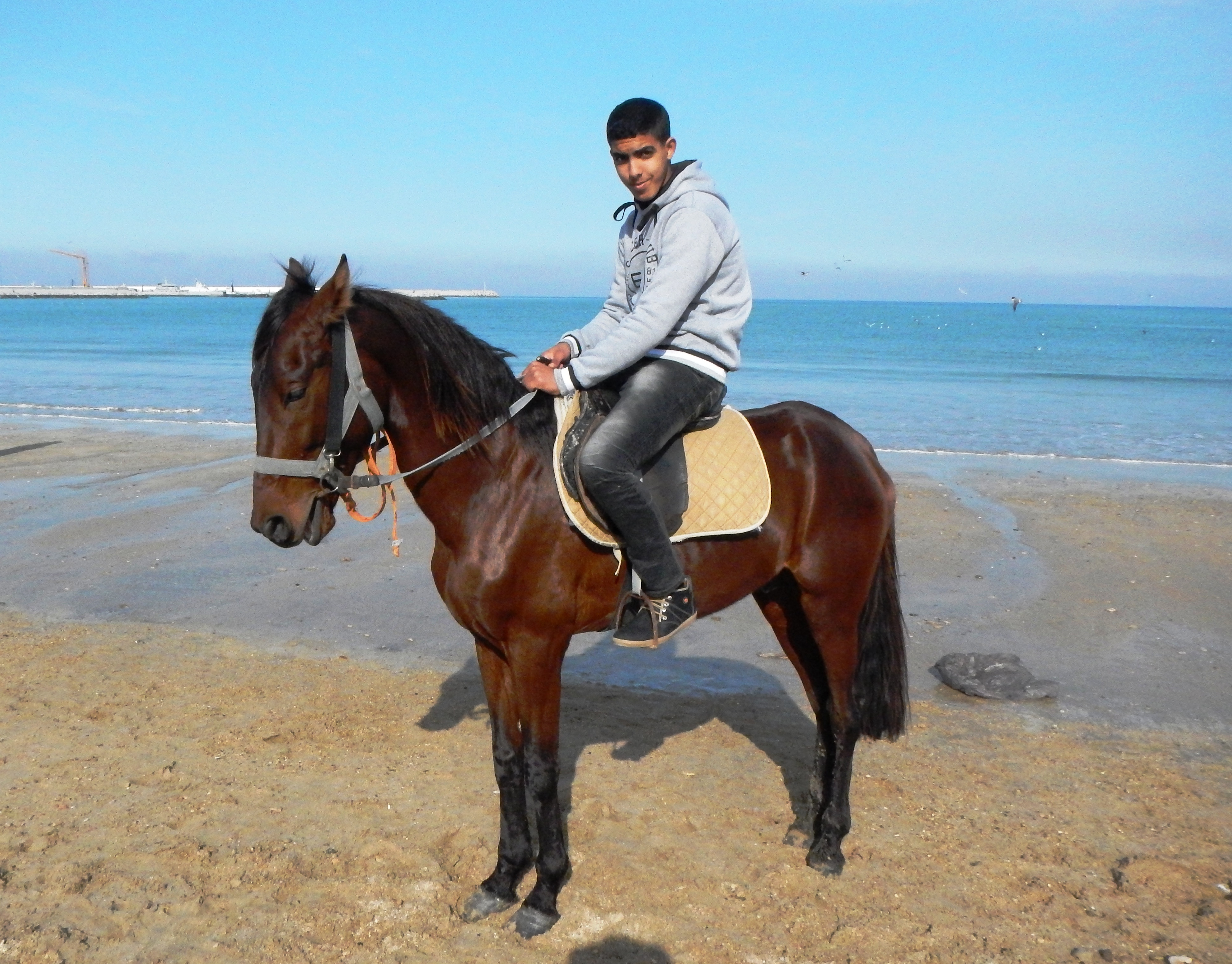
حصان بربري يمتطيه متسابق شاب في طنجة.

ويقدر البروفيسور محمد بيرو - معهد الحسن الثاني للزراعة والبيطرة - وزملاؤه (في عام 2019) أن “الفرضية الأكثر احتمالا تظل هي التي تعتبر الحصان الباربري نتاج تهجين عدة سلالات من الخيول بفضل الموقع الجغرافي لشمال إفريقيا. وفي الألفية الثانية قبل الميلاد منذ حوالي 1200 عام، أُدخل الحصان المحلي إلى هناك من قبل شعوب بشرية لم يُحدد أصلها بعد. يرى جان لويس غورو أنه "من المحتمل" أن تكون هذه الخيول هي أصل البربري والتي يمكن تتبع تاريخها حسب قوله، إلى أكثر من ألفي عام. بالنسبة لهندريكس فقد واجهت هذه الخيول المحلية (القادمة وفقًا لها من آسيا الوسطى بسلالة قريبة من بحر قزوين والتركمان وربما من البحر الأبيض المتوسط) السلالة البرية الموجودة بالفعل (الحصان الإيبيري الجنوبي)، وأعطى تقاطع طرق هذين الاثنين الحصان البربري؛ ومع ذلك فهي تحدد أن أصل هذه الخيول من الشرق لا يزال تخمينيًا، مستشهدة من بين أمور أخرى بخيول النيصاين ذات الرأس المحدب.
أما بالنسبة للمؤلفة التشيكية هيلينا خولوفا (1997) فتنحدر بربري من الخيول القرطاجية وهي نفسها نتيجة لخليط بين الخيول من مصر وفينيقيا واليونان، وربما مع تأثير الخيول التي جلبها الوندال من شبه الجزيرة الأيبيرية في النهاية من العصور القديمة. ويرى الدكتور نقولا بيرون الطبيب ومدير الكلية العربية الفرنسية بالجزائر (1798-1876) في الباربري نتيجة تهجين بين الحصان البارسي (من برقا) الذي رباه اليونانيون والحصان النوميدي. ويؤكد البروفيسور بول ديشامبر ور. دي بريموريل الذي يبدو أنه يستشهد بالأخير، أن سلالة بربري تأتي من التهجين المنتظم بين سلالتين أخريين من الخيول الموجودة في أفريقيا وهما العربي والدنقلا. فغالبًا ما يُذكر العلاقة بين بربري ودنقلا من قبل فنيي الحيوان. أخيرًا يفترض شمشون الذي تناوله الصحفي الإنجليزي إلوين هارتلي إدواردز (1992)، أن سلف الحصان البربري يأتي من الصحراء النوبية.
هنالك نظرية قديمة مهجورة الآن، يدعمها من بين أمور أخرى الأطباء البيطريون العسكريون الاستعماريون تشارلز ألكسندر بيتريمونت (1883) ويوجين أوريجو؛ بقلم سي ليسبيناس وY. دي لا فوس ديفيد مما يضفي على أصول البربري المنغولية والتي أضيفت إليها تأثيرات مختلفة لاحقًا. يؤكد بيترمينت أنه لم يكن من الممكن أن يكون هناك حصان أصلي في شمال إفريقيا، وأن بربري سيُظهر تأثيرًا قويًا للخيول التي قدمها المخربون؛ حيث لا توجد وثيقة أثرية تدعم هذه النظرية.

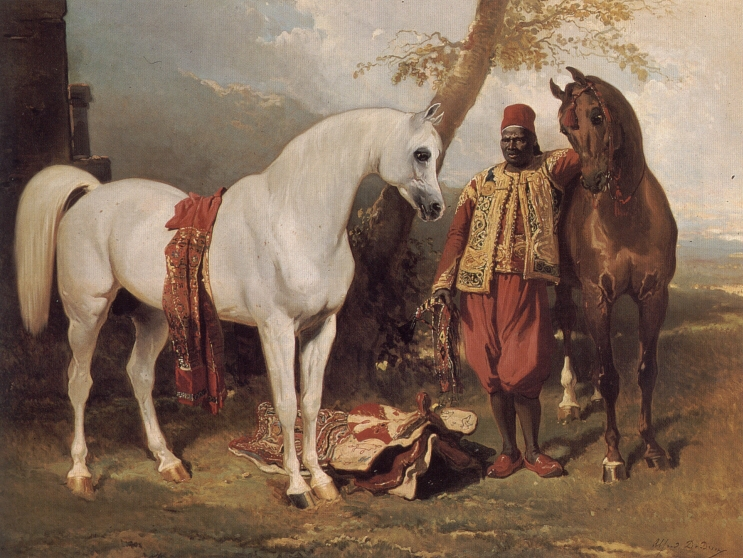
إبل عبد القادر لألفريد دي درو. وهو عمل نموذجي لهوس العرب للفروسية. ينسب إلى أمير الجزائر حيازة الخيول العربية (الرأس في شكل مقعر، عربة عالية الذيل) بينما كان يحب الحصان الباربري.

#### فرضية مهجورة: أصل عربي
وقد أدى التأثير المحتمل للغة العربية على اللغة البربرية إلى نقاشات تاريخية حيوية للغاية، حيث أكد بعض المؤلفين أن اللغة العربية هي أصل اللغة البربرية والبعض الآخر عكس ذلك.
في أطروحته حول نظافة وتربية وتحسين الحيوانات الأليفة في الجزائر (1847) يرى الطبيب البيطري العسكري لويس مرسييه في العرب الحصان البدائي للجزائر، والذي عُدل عن طريق التهجين مع دواب المخربين والأتراك والإسبان. حيث يصف الخيول ذات الشكل المقعر الذي يبدو أنه يتوافق مع الخيال الجمالي أكثر من الواقع على الأرض، وأي حصان بعيد عن هذا المثال المورفولوجي يوصف بأنه "منحط". في رسالة مؤرخة في ديسمبر 1854 أكد الأمير عبد القادر أن سلف الباربري هاجر من فلسطين، وهو ما يفسره دوماس بإسناد الاسم العام "الحصان الشرقي" إلى كل من مجموعات الخيول في شمال إفريقيا والشرق الأوسط. كما ترى الليدي وينتورث في العربي الذي أُحضر خلال الفتوحات الإسلامية أصل الحصان الشمال أفريقي. ومنذ ذلك الحين استمر الهوس العربي بالفروسية من خلال وصف العربي بأنه حصان "يحسن" سلالات أخرى.
لقد تخلوا الآن عن نظرية الأصل العربي للبربري. أما بالنسبة إلى لاسير (1991) فإن الأدلة التاريخية تجعل من الممكن أن نشهد على وجود خيول من سلالة معينة في شمال أفريقيا والتي لا يزال يتعين تحديد أصلها الدقيق (السلالة الطبيعية أو تأثير التهجين)، و"فرضية" أصل " ويجب استبعاد تكاثر البربري بالانحطاط للنوع الشرقي بشكل نهائي، إذ لا توجد بيانات تاريخية أو أثرية أو حيوانية تدعمها". كما يدحض إدواردز (1992) النفوذ العربي بسبب الاختلاف في الشكل. ويؤيد الدكتور جمالي (2020) وخولوفا (1997) تأثيرًا محدودًا جدًا للأصل العربي إن لم يكن تأثيرًا معدومًا، لأسباب تاريخية من جهة وللاختلاف الصرفي من جهة أخرى.

### في العصر الروماني

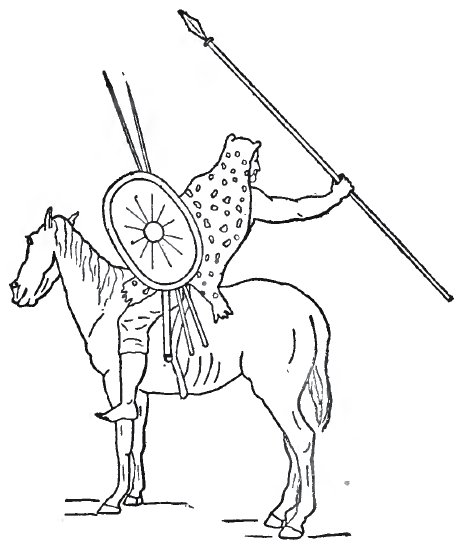
فارس نوميدي كما يراه ثيودور أ. دودج.

هناك أدلة على تربية الخيول في شمال أفريقيا منذ العصور القديمة عن طريق مصادر رومانية تحت اسم "الحصان الليبي". إذ يعتقد بيرون ولاسير وجورو أن سلاح فرسان حنبعل برشلونة الذي هدد روما ربما كان يتألف من أسلاف بربري اليوم. ومع ذلك تجاهل المؤلفون القدامى (لا سيما سترابو) فكرة سلالة الخيول ولا سيما التوصيف المبني على شكلها. حيث لا يوجد أي دليل يربط هذه الخيول بخيول البربري الحديثة، علاوة على ذلك تقتصر المصادر على وصف الخيول القادمة من المناطق الساحلية للمغرب العربي ولا يُعرف عنها شيء من أطراف الصحراء.
وتصف تيتوس ليفيوس حركة عدو خيول النوميديين إيكوس نوميديشي ونموذجها بأنه "صغير ونحيل". ومن بين أفضل المصادر المكتوبة المعروفة كتاب علم الحيوان النيميسياني في القرن الثالث، والذي يصف قوة جري الحصان المغربي.
بالإضافة إلى المصادر الأدبية هناك صور قديمة للخيول على شكل فسيفساء ونقوش منحوتة. ويصفها لاسير بأنها "واقعية للغاية"، في حين يعتبرها فيجنيرون "غير قابلة للاستخدام عمليًا لدراسة الأجناس". بالنسبة إلى لاسير يتوافق بعضها مع الخصائص الخارجية للبربري (مظهر الرأس والردف وموضع الذيل). أما فسيفساء حصان قرطاج والتي تظهر خيول السباق المعدة لسباق السيرك ومزودة بأطواق تحمل اسم المالك الكامل أو المختصر، تحتوي على 56 لوحة تعرض صور الخيول التي يعتبرها مؤرخ الفن منجي النايفر نفسه للبربري. كما تظهر أطلال وليلي مثل هذه الخيول.

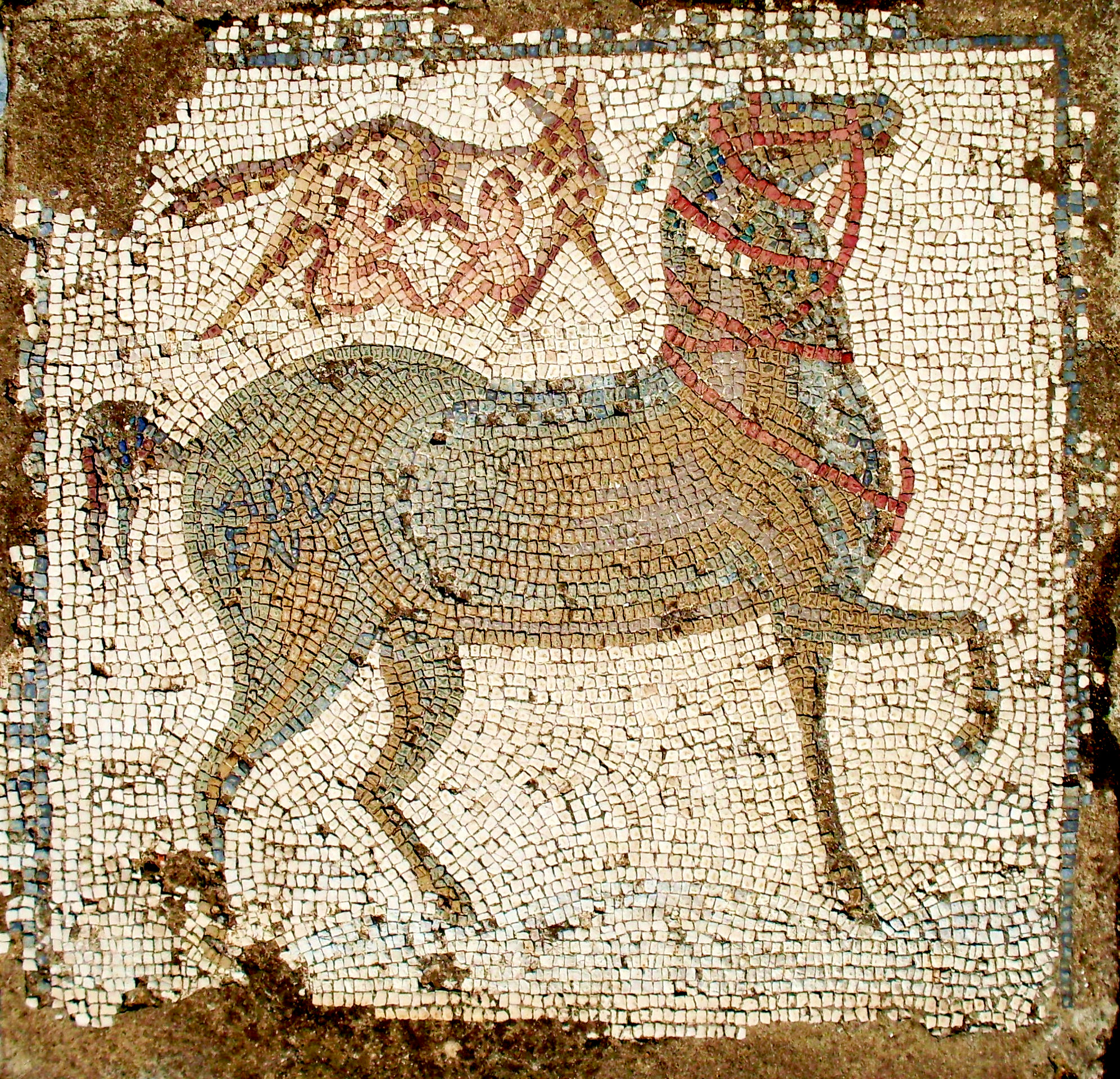
لوحة فسيفساء حصان مع وذئب تحتهما طفلان ربما التوأم رومولوس وريموس

وقد استُخدم سلاح الفرسان النوميدي بدون أو مع ركاب من قبل القوات الرومانية. وجرى تداول هذه الحيوانات في جميع أنحاء الإمبراطورية الرومانية ووصلت إلى العديد من دول البحر الأبيض المتوسط، مثل إيطاليا (خاصة تلك التي تمت تربيتها في مزارع الخيول) وفرنسا. ومع ذلك لا يوجد أي مؤشر على سعر التداول في ذلك الوقت. وفي نهاية العصور القديمة (439 - 533) أنشأ الوندال مملكة صغيرة في شمال أفريقيا بعد أن جلبوا فرسانهم؛ وذُكر تأثير خيولهم من قبل مؤلفين مختلفين. ومع ذلك يقدر جمالي أن القوى العاملة لا ينبغي أن تتجاوز 3000 أو 4000 رأس مما يجعل تأثيرها ضئيلًا.

### في زمن المسلمين
طوال العصر الإسلامي اختيرت خيول شمال إفريقيا لتلبية احتياجات نمط الحياة البدوي بما في ذلك الغارات وصيد النعام أو الغزلان والفتوحات العسكرية التي تتطلب عمومًا قدرًا كبيرًا من الحركة والثبات من جانب الدواب. وبحسب جمالي فإن هذه الفترة تمثل "العصر الذهبي" للحصان البربري.

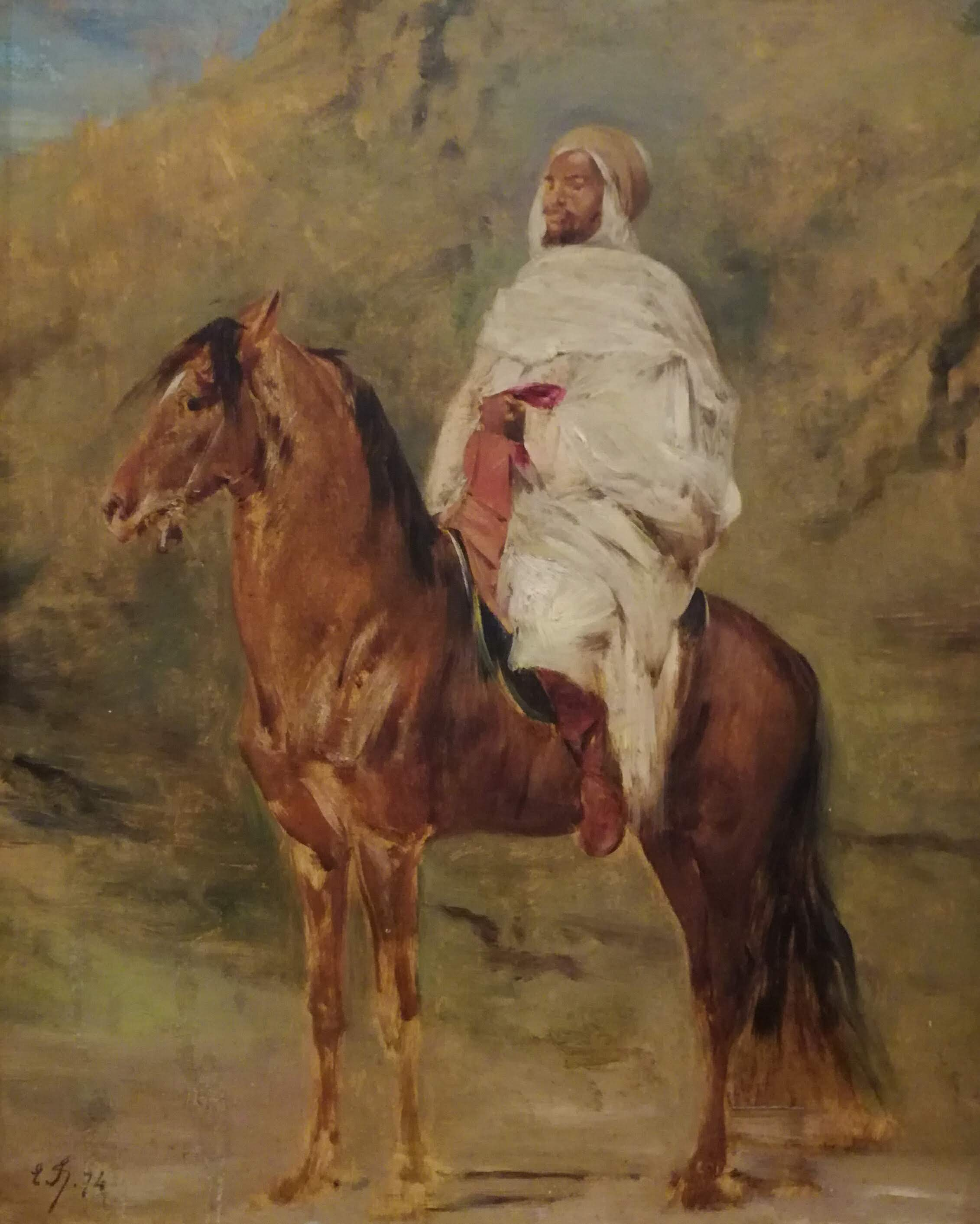
فارس هي لوحة استشراقية لفارس جزائري رسمها أوجين فرومنتين، معروضة في المتحف الوطني للفنون الجميلة في الجزائر العاصمة.

"خيول بربرة ذات ذيول راسية" ذكرها الشاعر الجاهلي امرؤ القيس. أبو بكر محمد بن إبراهيم بن المنذر بن الجارود النيسابوري (855 - 930) يضع قائمة بعشرة أنساب للخيول في العالم الإسلامي ويستشهد فيها بالبرقي (الحصان) (إفريقية) بأنها الأقل نسبة، والمغربي هو الذي يعطي أفضل المنتجات. يصف النويري (1278-1333) العديد من الخيول "أقوى ما رآه المسلمون على الإطلاق" في شمال أفريقيا.
ويوضح المقريزي (1364-1441) في الخطاط أن قلاوون يفضل البرقيس لفعاليته في القتال. ووفقاً لتحليل أنييس كاريون فإن المقريزي “يشير ضمناً إلى أن البربري كانت في نظره خيول حرب أفضل من العربية. ويبدو أن شهادة ابن تغري البردي عن برقوق تسير في الاتجاه نفسه. رسالة الصيد لمحمد بن منكلي وزينة الفرسان وشارة الشجعان (العربية: حـلـيـة الـفـرسـان وشـعـار الـشـجـعـان ; DMG: كتاب حلية الفرسان شعار الشُجعان) لابن هذيل ينصح كلاهما باختيار الخيول بناءً على صفاتها من السرعة والمقاومة. ويستشهد جمالي بتعليقات عديدة تتعلق بخيول شمال إفريقيا وكذلك التبادلات التجارية طوال الفترة الإسلامية.
يلاحظ ليون الإفريقي أن البربري يتغذى على الشعي، بينما العربي يتغذى على حليب الإبل.
وفي عهد ولاية الجزائر (1516-1830) جرى تهجين حصان بربري بالخيول التركية والتركمانية. وقبل الاستعمار الفرنسي كانت خيول أطراف الصحراء هي الأكثر شهرة، خاصة للأمير عبد القادر بن محيي الدين. وتُختار هذه الحيوانات على أساس قدرتها على الحرب وسباقات السرعة، مما يمنحها "التحمل والصلابة والسرعة". نموذجهم رقيق ونحيل إلى حد ما.

### التصدير إلى أوروبا
في القرنين السابع والثامن ، وصلت العديد من الخيول من شمال إفريقيا إلى أوروبا عبر شبه الجزيرة الأيبيرية ، خاصة مع الفتوحات الإسلامية.

## الخصائص الفيزيائية
- يختلف الحصان البربري عن الحصان العربي في أن وجهه أكبر من وجه الحصان العربي وهو أكثر قوة وتحملًا لمصاعب الحياة القاسية عن الحصان الإنجليزي.
- هناك أنواع مختلفة من الحصان البربري ولكنها تشترك في خصائص تحملها وقوتها، وجه طويل نسبيا وضخم، الرقبة متوسطة الطول، أعضاء صلبة منها الكتف، وظفره ثابت، الذيل ينحدر على الردف.

بعض الخصائص:
- الطول:1.55م إلى 1.60م
- الوزن:400 إلى 500كلغ
- استقامة الظهر: مستقيم

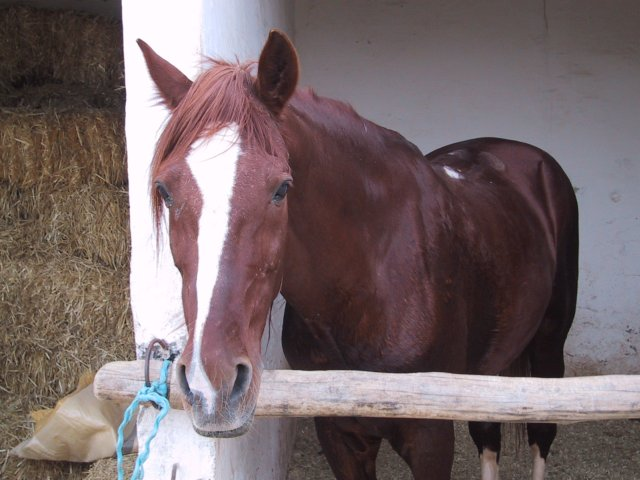
حصان بربري في مركز لتربية الخيول

- اللون: رمادي عادة، كستناء وأسود مع وفرة الشعر وطوله
- الاذنين: قصيرة ومنتصبة
- أكتاف: قوية ومعقوفة إلى الصدر
- الصدر: عميق وواسع.
- الذيل: منخفض، شريطة تصل إلى الأرض
- الأرداف: عضلات متابينة
- الفخذين: جافة مسطحة.

لدى الحصان البربري خمس فقرات بدل ستة الطبيعية لدى الحصان العادي، يعتبر الخبراء الفقرة الخامسة نقطة الضعف لدى الاحصنة وعدم وجودها في الحصان البربري يؤكد صحة قدرته الخارقة على التحمل دون الحد من مرونته.

## ميزاته وقدراته

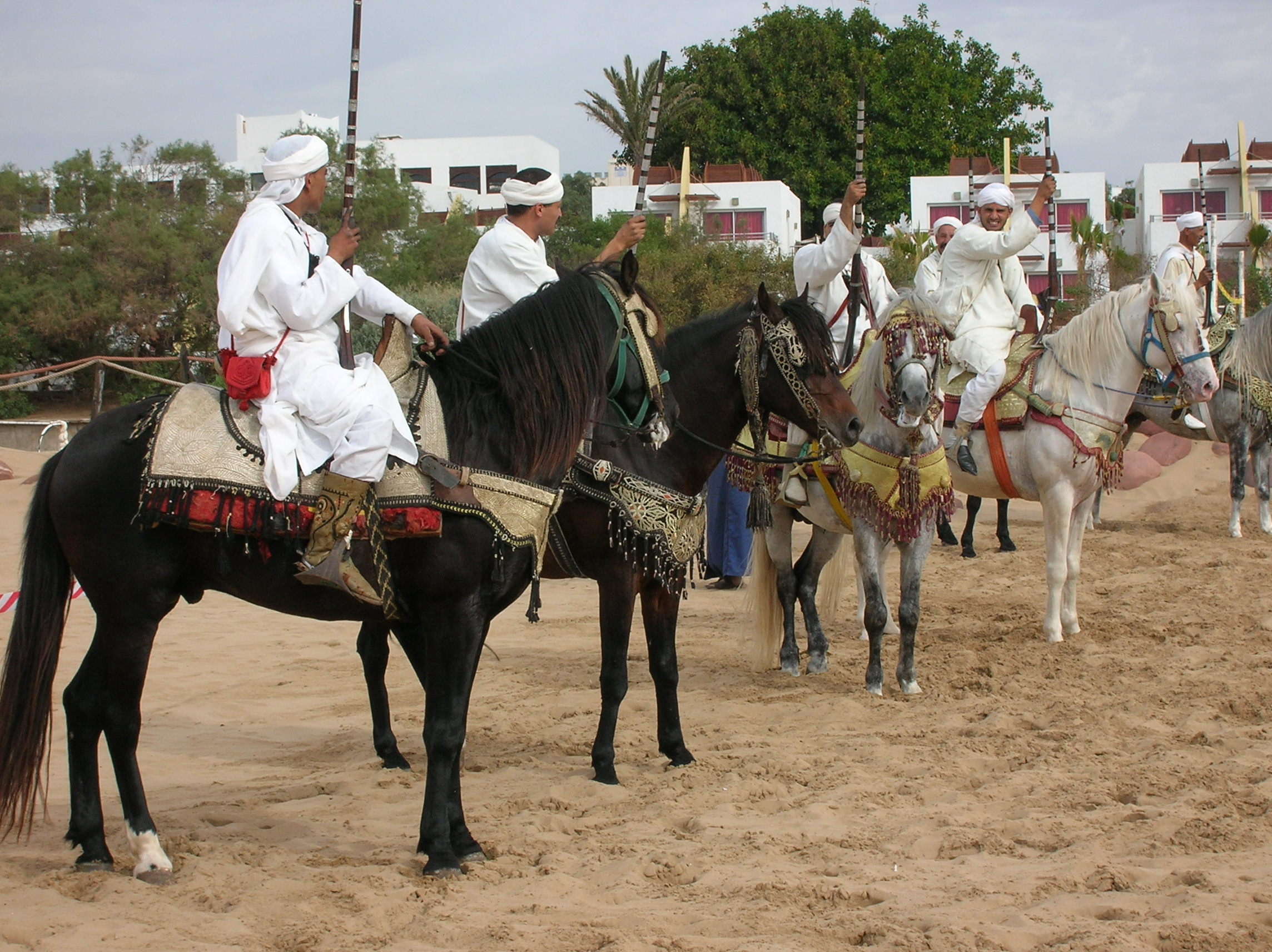
الحصان البربري يشارك في احتفالات الفروسية في المغرب

- يعتبر الحصان البربري من أقوى الأحصنة وهي جيدة في كل شيء، فهو حصان قوي وشجاع ومتوازن وعلاوة على ذلك فهو سريع وقادر على التحمل وهو موضع إعجاب وتقدير معجبي الفروسية وركوب الخيل، كما يَقدر على المشي لمسافات طويلة والسرعة المدهشة للمسافات القصيرة، وهو الأفضل في المنحدرات والجبال. صفاته تجعله مميزًا لجميع الألعاب الرياضية للأحصنة مثل: الفروسية، قدرة التحمل، البولو، ركوب الخيل.
- يعتاد مشاهدته في النشاطات الثقافية مثل الأعياد الوطنية والتاريخية، ويستخدم في السياحة أيضًا.
- كما أنه مقاوم للعوامل فسيولوجية مثل البؤس ومقاومة للحرمان من المياه مما يعتبر الأفضل في الصحراء الجافة.
- من صفاته البساطة، التحمل، الرشاقة، المهارة، الصبر، اللانفاذية.

## التهجين

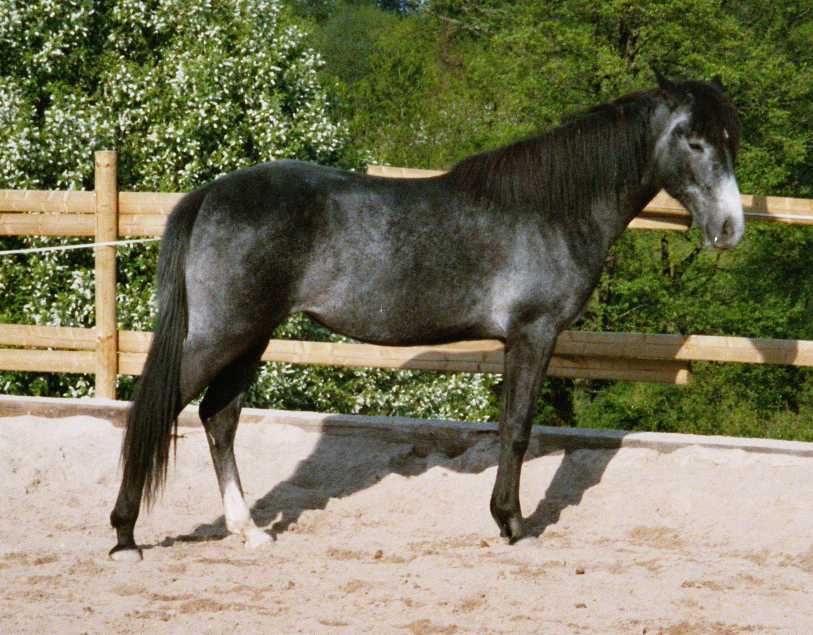
حصان مهجن من النوعين

- جرى تهجين بعض الخيول البربرية مع العربية للحصول على حصان قادر على التحمل ورشيق وجميل المظهر وذلك في عدة مراكز تربية الخيول في المغرب ومركز شاوشاة بولاية تيارت بالجزائر.

## مركز شاوشاوة

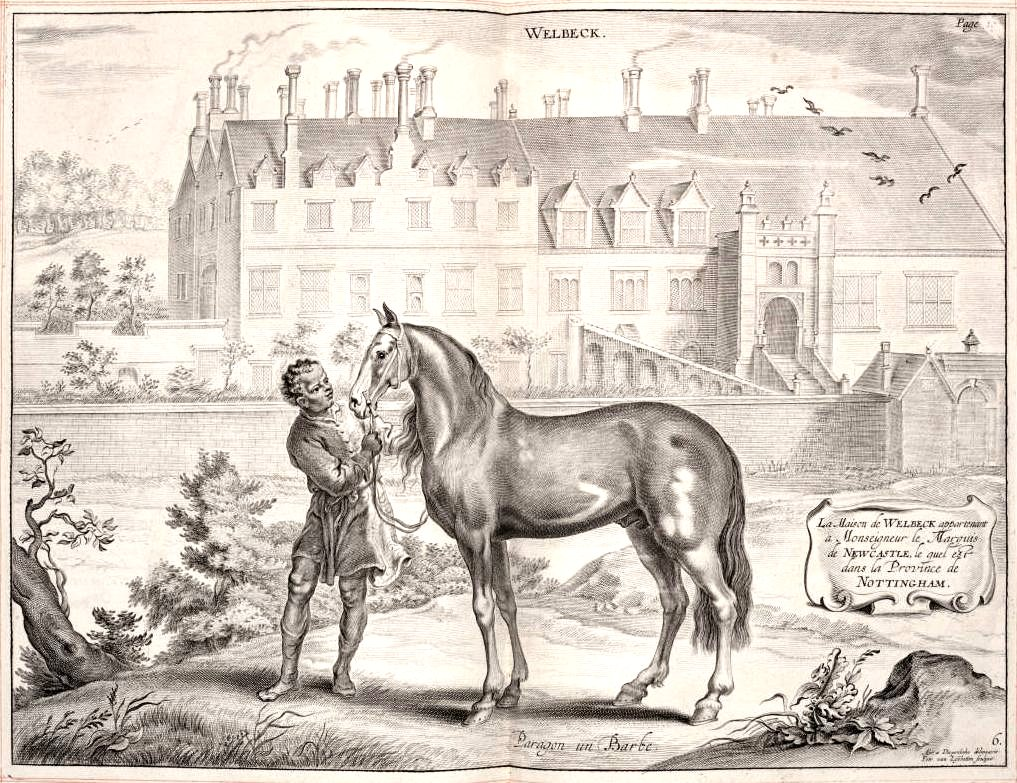
صورة تاريخية تبين تاريخ الحصان البربري مع الإنسان

يعتبر مركز شاوشاوة لتربية الخيول البربرية أكبر مركز في إفريقيا لتربية الأحصنة. ينعتها محبي الخيل بالجزائر جنة الحصان الأصيل وهو أول مخبر مغاربي يزاوج بين الحصان البربري والعربي. تحتوي على 288 حصان منها 174 حصان عربي و68 بربري وتشهد ولادة 55 حصانًا سنويًا.